# Heidelberger Landstraße 259
Die Fachwerk-Hofreite in der Heidelberger Landstraße 259 ist ein Bauwerk in Darmstadt-Eberstadt.

## Geschichte und Beschreibung
Die Fachwerk-Hofreite wurde im 18. Jahrhundert erbaut.
Das zweigeschossige verputzte Fachwerkhaus – mit ehemals spätbarockem Sichtfachwerk – besitzt ein Satteldach.
Das Wohngebäude ist durch einen kleinen Anbau mit der parallel stehenden Scheune verbunden.
Die Toranlage mit einem alten großen Holztor ist noch erhalten.
Das bäuerliche Anwesen liegt etwas von der Heidelberger Landstraße abgelegen und ist durch die später erfolgte Straßenrandbebauung von dort aus nicht einsehbar.

## Denkmalschutz
Die Fachwerk-Hofreite ist aus architektonischen und stadtgeschichtlichen Gründen ein Kulturdenkmal.